# Alper Efe Pazar
Alper Efe Pazar (* 8. Februar 2005 in Ordu) ist ein türkischer Fußballspieler, der als zentraler Mittelfeldspieler für den türkischen Erstligisten Samsunspor spielt.

## Karriere
Pazar begann seine Karriere 2014 in der Jugendverein von Ordu Gücü FK. Im Jahr 2019 wechselte er in die Jugendakademie von Samsunspor.
Sein Debüt in der ersten Mannschaft gab er am 14. Mai 2022 in einem Spiel der 1. Liga gegen İstanbulspor, obwohl er zu diesem Zeitpunkt noch keinen Profivertrag unterzeichnet hatte. Am 18. November 2022 unterschrieb er seinen ersten Profivertrag bei Samsunspor.